# Hannelore Burosch
Hannelore Burosch, auch Burosch-Kühnert (* 16. November 1947 in Rostock) ist eine ehemalige deutsche Handballtorhüterin. Drei Mal wurde sie mit der Nationalmannschaft der DDR Weltmeisterin.

## Vereinskarriere
Die 1,75 m große und 73 Kilogramm schwere Hannelore Burosch spielte für den SC Empor Rostock.

## Nationalmannschaft
Mit der Nationalmannschaft der DDR gewann sie bei den Olympischen Spielen 1976 in Montreal Silber. Sie gewann mit dem Team die Weltmeisterschaft 1971, Weltmeisterschaft 1975 und Weltmeisterschaft 1978. Auch bei der Weltmeisterschaft 1973 stand sie im Aufgebot des Deutschen Handballverbandes.
Sie wurde in 131 Länderspielen eingesetzt.

## Ehrungen
1976 und 1979 wurde sie mit dem Vaterländischen Verdienstorden in Bronze ausgezeichnet.